# سد ميدورو
سد ميدورو (ياباني) هو سد ترابي يقع في محافظة ميه في اليابان. يستخدم السد للري. ويخزن السد حوالي 20 هكتارًا من الأرض ويمكنه تخزين 1291 ألف متر مكعب من المياه في عام 1953 واكتملت في عام 1970. 